# Les Matins infidèles
Pour plus de détails, voir Fiche technique et Distribution.
Les Matins infidèles est un film québécois réalisé par Jean Beaudry et François Bouvier, qui est sorti en 1989.

## Synopsis
Jean-Pierre, photographe et père d'un enfant en garde partagée, prend une entente avec son ami Marc, professeur et écrivain : il doit prendre une photo à 8 heures tous les matins pendant un an du même coin de rue, photo qui inspirera Marc dans l'écriture d'un roman. Mais Jean-Pierre en vient rapidement à tricher en mentant sur l'heure de la prise de photo, et même le jour de la prise. Ces mensonges représentent aussi la dégradation de l'ensemble de sa vie.

## Fiche technique
- Titre original : Les Matins infidèles
- Titre anglais : Unfaithful Mornings
- Réalisation : Jean Beaudry, François Bouvier
- Scénario : Jean Beaudry, François Bouvier
- Musique : Michel Rivard
- Direction artistique : Karine Lepp
- Costumes : Gaétanne Lévesque
- Maquillage : Kathryn Casault, Lucille Demers
- Photographie : Alain Dupras
- Son : Esther Auger, Claude Beaugrand, Jocelyn Caron, Michel Descombes
- Montage : Jean Beaudry
- Production : François Bouvier
- Société de production : Productions du lundi matin
- Sociétés de distribution : Aska film international
- Budget : 1,6 million de dollars[1]
- Pays de production :  Canada
- Langue originale : français
- Format : couleur
- Genre : comédie dramatique
- Durée : 84 minutes
- Dates de sortie :
  - Canada : 26 août 1989  (première - Festival des films du monde de Montréal (FFM))
  - Canada : 22 septembre 1989  (sortie en salle au Québec)
  - Belgique : 5 octobre 1989  (4e Festival international du film francophone de Namur (FIFF))

## Distribution
- Denis Bouchard : Jean-Pierre
- Jean Beaudry : Marc
- Laurent Faubert-Bouvier : Laurent
- Violaine Forest : Julie
- Louise Richer : Pauline
- Nathalie Coupal : la femme du coin de rue
- Gabriel Arcand : l'homme au bonzaï
- André Mélançon : l'automobiliste furieux
- Alain Gendreau : le préposé au stationnement
- Julien Poulin : le patron du snack-bar
- Anna-Maria Giannotti : la mère du patron
- Marie-Élaine Berthiaume : la monitrice à la garderie
- Jean Mathieu : voix du propriétaire furieux et du chef cuisinier 2

## Autour du film
Les Matins infidèles est le deuxième et dernier film réalisé conjointement par François Bouvier et Jean Beaudry après Jacques et novembre, un drame psychologique doté d'un budget d'à peine 40 000 $, qui avait séduit la critique lors de sa présentation durant l'automne 1984.
Les Matins infidèles bénéficie d'un budget plus consistant (1,5 million $).  Il est présenté en première au Festival des films du monde de Montréal, hors compétition, avant de prendre l'affiche en septembre 1989.  
Au Québec, le film fait l'objet d'un accueil critique favorable. Dans Le Devoir, Francine Laurendeau parle d'un film « souriant,  habilement  écrit,  finement dirigé, par moments ténu,  par moments intense » . Pour Robert-Claude Bérubé, de la revue Séquences, Les Matins infidèles est « plutôt mélancolique comme film. Mais la mélancolie y est subtile et s'insinue dans un mouvement d'ensemble frétillant ».
En octobre 1989, le film est présenté en compétition au Festival international du film francophone de Namur.  Il y reçoit le Grand Prix spécial du jury et un prix  d’interprétation pour Denis Bouchard.  En janvier 1990, Denis Bouchard récoltera également le prix du meilleur acteur décerné par l’Association québécoise des critiques de cinéma.
Les Matins infidèles sera la dernière collaboration entre Jean Beaudry et François Bouvier.  Beaudry réalisera quelques films du cycle des Contes pour tous.  Bouvier poursuivra une carrière assez abondante, tant au cinéma qu'à la télévision.  Son film Maman Last Call contient une référence discrète aux Matins infidèles.   

## Distinctions
- 1989 - Grand prix spécial du jury au 4e Festival international du film francophone de Namur
- 1989 - prix du meilleur acteur à Denis Bouchard au 4e Festival international du film francophone de Namur
- 1990 - prix Guy-L'Écuyer (meilleur acteur) à Denis Bouchard aux 8es Rendez-vous du cinéma québécois